# Permomerope nana
Permomerope nana is een fossiele soort schietmot uit de familie Protomeropidae.